# Towarzystwo św. Anny w USA
Towarzystwo św. Anny w USA – katolicka grupa wsparcia dla kobiet w Stanach Zjednoczonych.
Św. Anna (hebr. hannah: łaska, wdzięk) jest patronką matek, kobiet rodzących, wdów, żeglarzy, ubogich szkół i chrześcijańskiej.
Celem tego towarzystwa jest dać możliwość dla rodzin w asystowaniu w parafialnych programach, w ich zaangażowaniu duchowym, edukacyjnym. Zachęcanie kobiet pobłogosławionych darem macierzyństwa, aby wypełniały swoje powołanie z pokorą, godnością i miłością św. Anny.
Grupy kobiet Towarzystwa św. Anny są aktywne prawie w każdej katolickiej parafii polonijnej w Stanach Zjednoczonych.